# Eghersec
Eghersec (węg. Egerszék) – wieś w Rumunii, w okręgu Harghita, w gminie Ciucsângeorgiu. W 2011 roku liczyła 316 mieszkańców.